# Vinary (ort i Tjeckien, Pardubice)
Vinary är en ort i Tjeckien.   Den ligger i regionen Pardubice, i den centrala delen av landet, 120 km öster om huvudstaden Prag. Vinary ligger 274 meter över havet och antalet invånare är 118.
Terrängen runt Vinary är platt åt nordväst, men åt sydost är den kuperad. Runt Vinary är det tätbefolkat, med 266 invånare per kvadratkilometer. Närmaste större samhälle är Chrudim, 18,9 km väster om Vinary. Trakten runt Vinary består till största delen av jordbruksmark.